# 蒙特卢波内
蒙特卢波内（義大利語：Montelupone），是意大利马尔凯大区马切拉塔省的一个市镇。总面积32.74平方公里，人口3652人，人口密度111.5人/平方公里（2009年）。ISTAT代码为043030。